# Water from the Wells of Home
Water from the Wells of Home je album Johnnyja Casha, objavljen 1988. u izdanju Mercury Recordsa. Uključuje nekoliko suradnji s drugim glazbenicima, uključujući "New Moon Over Jamaica" s Paulom McCartneyjem. Među ostalim gostima su Waylon Jennings, Hank Williams, Glen Campbell, Emmylou Harris i članovi obitelji John Carter Cash i June Carter Cash. "Call Me the Breeze" je pjesma J.J. Calea koju je prije toga obradio Lynyrd Skynyrd. "Ballad of a Teenage Queen" je nova verzija pjesme koja se pojavila na Cashovu albumu Sings the Songs That Made Him Famous iz ere u Sunu. Album nije postigao značajniji uspjeh, zauzevši 48. poziciju, a dva singla, "Ballad of a Teenage Queen" i "That Old Whel", su završila na 45. i 21. mjestu na country ljestvici singlova.

## Popis pjesama
1. "Ballad of a Teenage Queen" (Jack Clement) – 2:45
  - S Rosanne Cash i Everly Brothersima
2. "As Long as I Live" (Roy Acuff) – 2:58
  - S Emmylou Harris i Royom Acuffom
3. "Where Did We Go Right" (Dave Loggins/Don Schlitz) – 2:58
  - S Johnom Carterom Cashom i June Carter Cash
4. "The Last of the Drifters" (Tom T. Hall) – 3:17
  - S Tomom T. Hallom
5. "Call Me the Breeze" (J. J. Cale) – 3:24
  - s Johnom Carterom Cashom
6. "That Old Wheel" (Jennifer Pierce) – 2:49
  - s Hankom Williamsom
7. "Sweeter Than the Flowers" (Morry Burns/Syd Nathan/Ervin T. Rouse) – 2:56
  - S Waylonom Jenningsom
8. "A Croft in Clachan (The Ballad of Rob MacDunn)" (Johnny Cash) – 4:04
  - S Glenom Campbellom
9. "New Moon Over Jamaica" (Johnny Cash/Tom T. Hall/Paul McCartney) – 3:12
  - S Paulom McCartneyjem
10. "Water from the Wells of Home" (Johnny Cash) – 2:58
  - S Johnom Carterom Cashom

## Izvođači
- Johnny Cash - vokali
- Glen Campbell - vokali
- John Carter Cash - vokali
- Emmylou Harris - vokali, ritam gitara
- Waylon Jennings - vokali
- Paul McCartney - vokali, bas
- Hank Williams - vokali
- Roy Acuff - vokali
- Carlene Carter - vokali
- Rosanne Cash - vokali
- Don Everly - vokali
- Phil Everly - vokali
- Linda McCartney - vokali
- Anita Carter - vokali
- Jessi Colter - vokali
- June Carter Cash - vokali
- Tom T. Hall - harmonični vokali
- Al Casey - gitara
- Marty Stuart - gitara, mandolina
- Mark Howard - gitara, mandolina, pomoćni umjetnički redatelj
- Jack Clement - ritam gitara, ukulele
- Hamish Stuart - gitara
- Roy M. "Junior" Huskey - bas
- Charles Cochran - klavir, klavijature
- Cindy Reynolds Wyatt - harfa
- Ralph Mooney - pedal steel
- John Hartford - bendžo
- Lloyd Green - dobro, pedal steel
- Joey Miskulin - klavir, harmonika, vokali, umjetnički redatelj
- Bobby Wood - klavir, klavijature
- Kenny Malone - bubnjevi, perkusije
- Chris Whitten - bubnjevi
- W. S. Holland - bubnjevi
- Jim Dant - bubnjevi
- Ace Cannon - saksofon
- Traci Werbel - koordinacija

## Ljestvice
Album - Billboard (Sjeverna Amerika)
| Godina | Ljestvica      | Pozicija |
| ------ | -------------- | -------- |
| 1988.  | Country albumi | 48       |

Singlovi - Billboard (Sjeverna Amerika)
| Godina | Singl                       | Ljestvica        | Pozicija |
| ------ | --------------------------- | ---------------- | -------- |
| 1988.  | "Ballad of a Teenage Queen" | Country singlovi | 45       |
| 1989.  | "That Old Wheel"            | Country singlovi | 21       |